# ペルソナ3エム
『ペルソナ3エム』（ペルソナスリー エム、PERSONA3em）は、ビービーエムエフ（現・menue）よりアトラスモバイルコンテンツから配信されている日本のモバイルゲーム。

## 概要
2006年にアトラスより発売されたPlayStation 2用ゲームソフト『ペルソナ3』を携帯電話用ゲームに再構成した作品。略称は「P3e」。『ペルソナ3』本編の中盤で訪れた屋久島と夢の世界の迷宮「オネイロス」を舞台としたオリジナルエピソードになっており、ダンジョンは本編同様の3Dグラフィックである。BGMは本編のものがベースになっている。

## システム
昼のアドベンチャーパートと夜のダンジョンパートで構成されている。アドベンチャーパートでは他のキャラクターと会話（複数の選択肢から任意のものを選ぶ）により、他キャラクターと交流し絆（コミュ）を深める。ダンジョンパートはランダムで自動生成され、入るたびに構造が変化するダンジョンを進んでいく。出現する敵を倒しながらランダムで落ちているアイテムを活用しながら上のフロアを目指す。
ダンジョンの入り口（エントランス）では、主人公のほかに5人のキャラクターから2人を選んで3人パーティーを構成する方式である。キャラクターによって使える武器や防具、能力、得意な属性、弱点などが異なる。
戦闘は敵の弱点を突くことで行動回数が増える「ワンモアプレス」、全ての敵がダウンした時に行える強力な攻撃「総攻撃」といった『ペルソナ3』本編のシステムを継承。本編と違い、主人公以外のキャラクターの行動もプレイヤーが細かく決定することができる。
戦闘で勝利した際に「ペルソナ」を入手できることがある。入手したペルソナは主人公のみ付け替えることができる。ペルソナによって能力が様々なため、敵によってうまく使いこなすことが戦闘のカギとなる。また、ダンジョンの入り口にある「ベルベットルーム」では、ペルソナを合体させて新たなペルソナを作り出すことができる。合体によって以前のペルソナのスキルの一部を継承できるため、独自のペルソナを作成できる。なお、本作でのペルソナはレベルアップしない。

## ストーリー
港区のポートアイランド。ここでは夜毎に謎の怪物「シャドウ」が出現し人間の精神を喰らう事件が頻発していた。一方で、心の海から呼び覚まされる不思議な力「ペルソナ」を使いこなす高校生たち。彼らは「特別課外活動部」を組織し「シャドウ」と戦っていた。
夏休み、ペルソナ使いたちは一時戦いを忘れるため屋久島へと旅行に来ていた。しかし、そこで彼らはシャドウの真実の一端に触れ、戦いに迷いを感じてしまう。そして、屋久島で眠りについた彼らは覚めることのない夢「夢時間」に囚われてしまう。果たして彼らは夢の迷宮「オネイロス」を突破し眠りから覚めることができるだろうか？

## 登場人物
主人公（デフォルト名なし）
本作の主人公。他のペルソナ使いとは違い、複数のペルソナを自由に付け替えることのできる「ペルソナチェンジ」が可能。武器は斬撃属性の「片手剣」だが、他の武器を装備する事も出来る。初期ペルソナはオルフェウスであり、火炎系の魔法を使う。
岳羽 ゆかり（たけば ゆかり）
月光館学園に通う少女。性格は明るいが怖がりの一面も。武器は貫通属性の「弓」を使う。初期ペルソナはイオであり、メディアやリカームなどの回復系のスキルと疾風系の魔法を使う。
伊織 順平（いおり じゅんぺい）
主人公とゆかりの幼なじみである少年。ちょっとお調子者の一面も。武器は斬撃属性の「両手剣」を使う。初期ペルソナはヘルメスであり、火炎系の魔法を使う。
桐条 美鶴（きりじょう みつる）
主人公たちの一つ上の学年の先輩。お金持ちのお嬢様で屋久島にも別荘を持っている。フェンシング部の部長であり、武器は斬撃属性の「片手剣」を使う。初期ペルソナはペンテシレアであり、ディアなどの回復系のスキルと氷結系の魔法を使う。
真田 明彦（さなだ あきひこ）
主人公たちの一つ上の学年の先輩。ボクシング部所属で肉体のトレーニングを欠かさない。武器は打撃属性の「拳」を使う。初期ペルソナはポリデュークスであり、電撃系の魔法を使う。
山岸 風花（やまぎし ふうか）
緑色のショートヘアの少女。初期ペルソナはルキア。敵の能力を分析することでパーティーをサポートする。
アイギス
対シャドウ専用の人型兵器。外見は人間の女の子にそっくりで二足歩行は勿論、日本語での会話も可能。ペルソナを扱うため心を持っているが、ちょっと浮世離れしたところがある。武器は貫通属性の「銃器」を装備する。初期ペルソナはパラディオンであり、貫通属性の物理攻撃スキルと補助系スキルを使う。
エリザベス
夢と現実のはざまの部屋「ベルベットルーム」のガイド。ペルソナ合体やアイテムの販売/買取、ペルソナ全書の管理を行う。